# Sven Borrman
Sven Mattias Borrman, född 22 augusti 1933 i Rickul, Estland, död 29 maj 2004 i Västerhaninge, var en svensk tyngdlyftare. Han tävlade för Flottans IF.
Borrman tävlade för Sverige vid olympiska sommarspelen 1960 i Rom, där han slutade på 16:e plats i lätt tungvikt.
Borrman tog SM-guld i 82,5-kilosklassen 1960. I +90-kilosklassen tog han SM-guld 1962 och 1967.
Borrman är begravd på Västerhaninge begravningsplats.